# Động đất Bali 2021
Động đất Bali 2021 (tiếng Indonesia: Gempa bumi Karangasem 2021) là trận động đất xảy ra vào lúc 04:18 (WITA), ngày 16 tháng 10 năm 2021. Trận động đất có cường độ 4,7 Mw, tâm chấn độ sâu khoảng 10 km. Hậu quả trận động đất đã làm 4 người chết, 73 người bị thương.